# Villa Aprilia
Villa Aprilia o Villa Lancia è il rudere di una storica villa appartenuta a Vincenzo Lancia e ancora oggi di proprietà della famiglia. È situata su un alpe sopra al Lago di Baranca, l'alpe Selle di Baranca (1824 m s.l.m.), nei pressi del passo che collega la Valle Anzasca con la Val d'Egua, una valle laterale della Valsesia.

## Storia
Costantino Gilodi, architetto borgosesiano esponente valsesiano della belle èpoque, progettò la sua villa nel 1908. Il 'villino Gilodi', era dotato di un ampio giardino realizzato mediante la costruzione di un terrapieno, una fontana, impianto idraulico e di riscaldamento e anche dei terrazzamenti per coltivare le piante che Gilodi definiva il suo giardino alpino. Alla morte dell'architetto, la villa fu acquistata dalla famiglia Lancia, che la ribattezzò in "Aprilia", come il famoso modello della casa automobilistica. Dopo l'armistizio dell'8 settembre 1943, il luogo divenne una via di fuga verso la Svizzera e la villa fu usata dai partigiani come appoggio. Nell'aprile 1944 la villa subì un incendio , dovuto allo scoppio di esplosivi li conservati , nel corso di una battaglia tra i partigiani occupanti e fascisti. Da allora la villa è abbandonata e oggi in forte stato di degrado, in rovina e pericolante, nonostante sia ancora di proprietà della famiglia Lancia. 

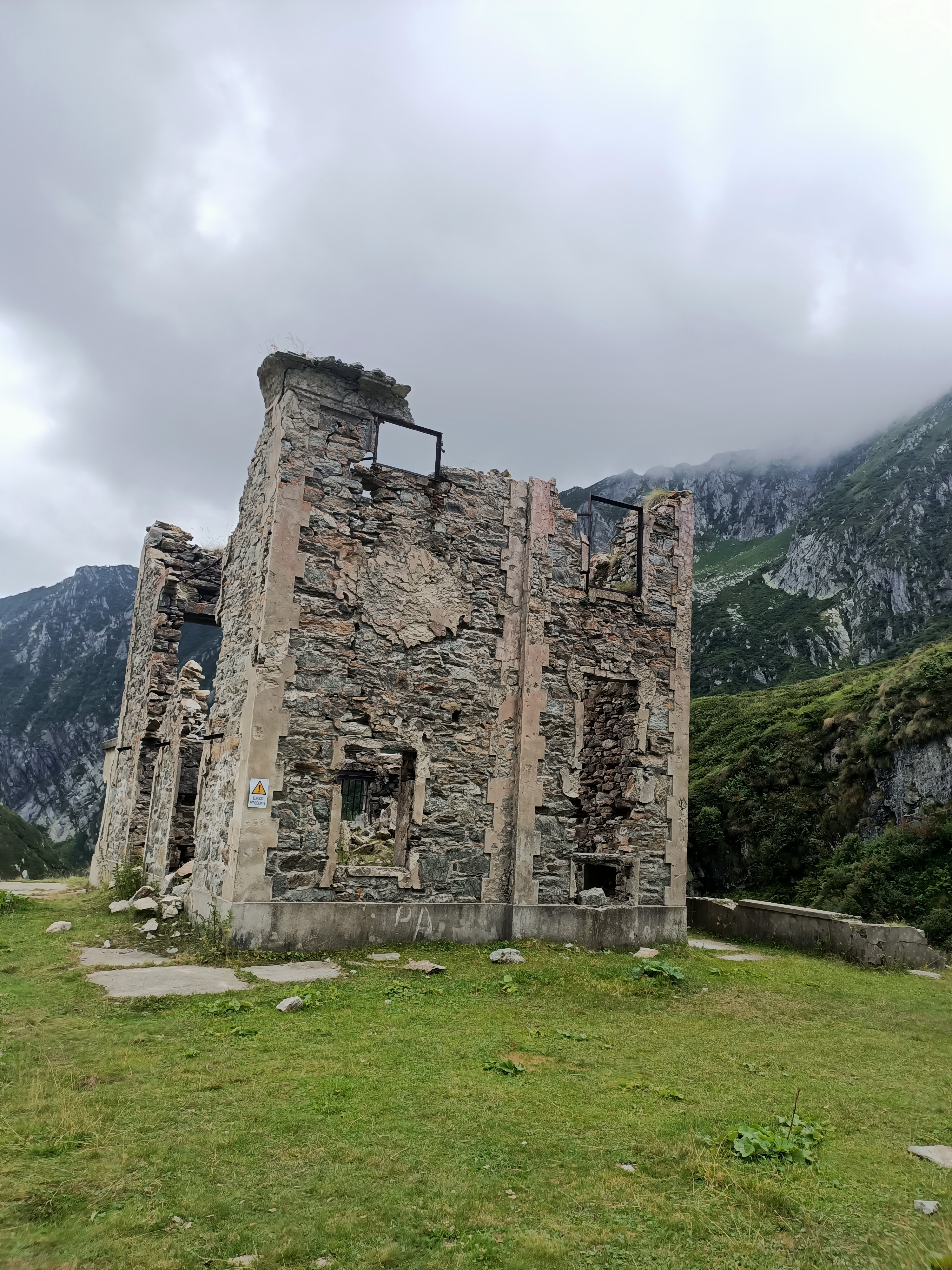
Villa Aprilia nel 2021

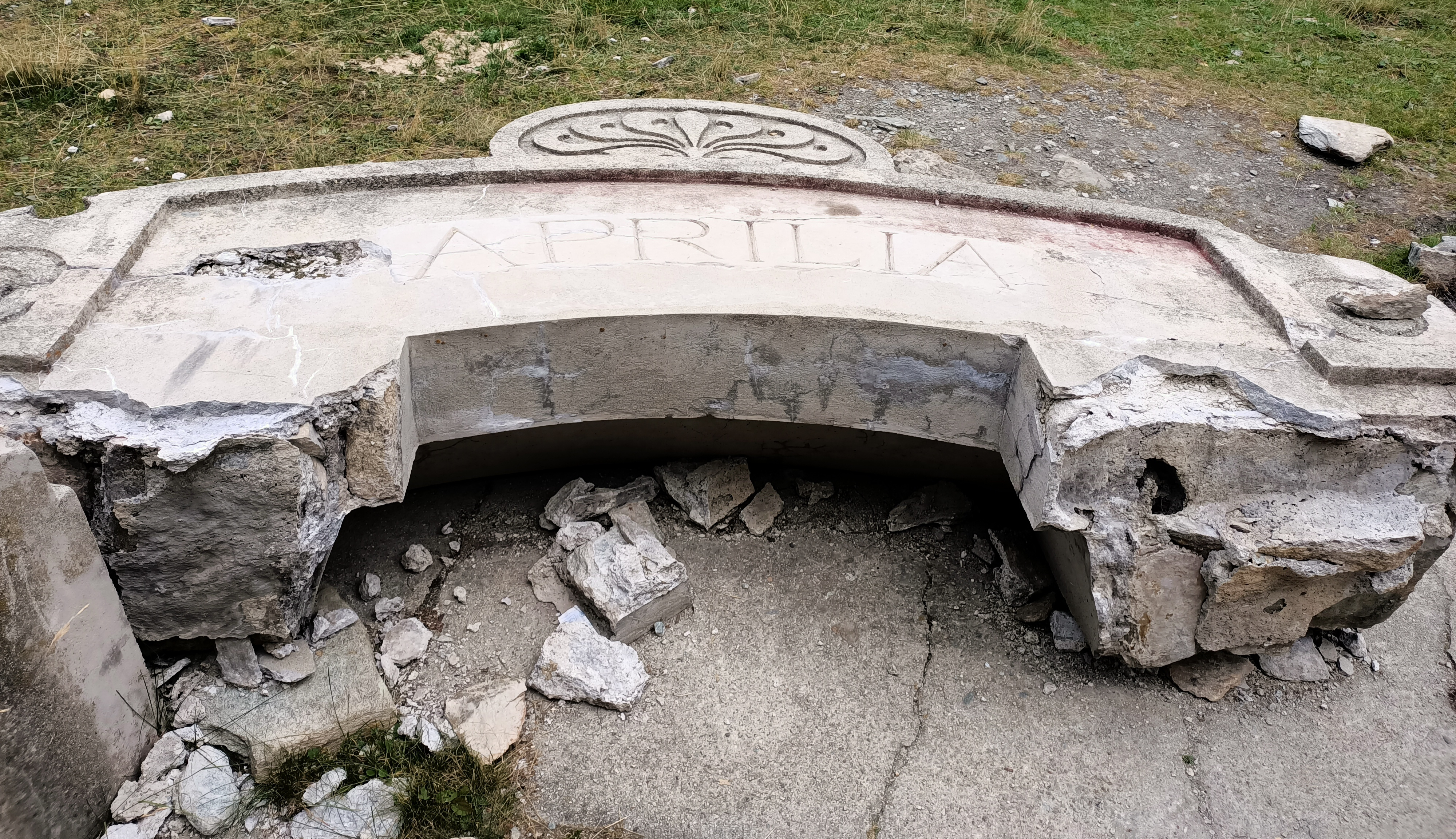
Arco d'ingresso di Villa Aprilia

Nel 2020 l'arco di ingresso della villa è crollato a causa della neve.